# Gallikanismus

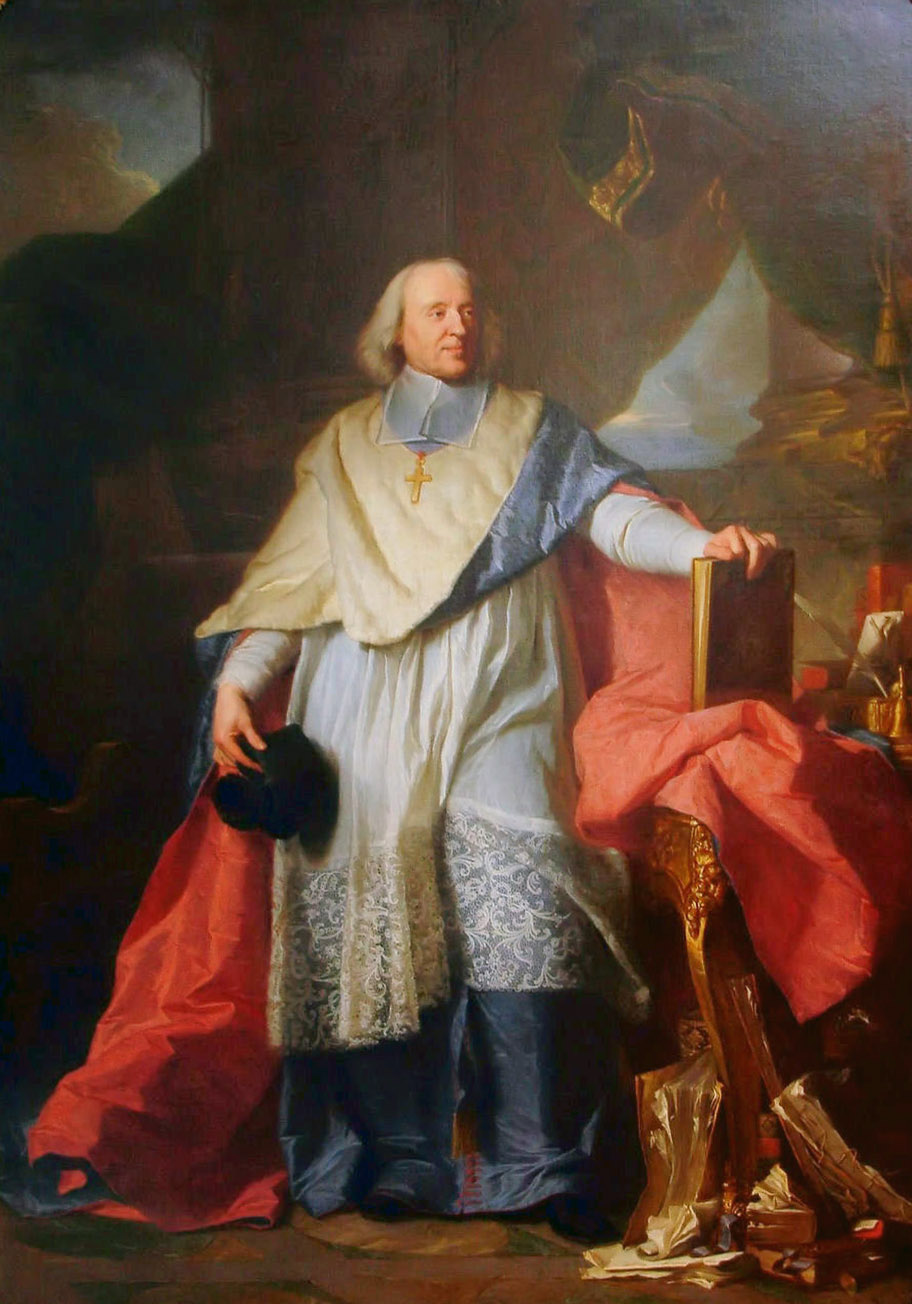
Jacques Bénigne Bossuet, Bischof von Meaux, führender Vertreter des Gallikanismus unter König Ludwig XIV.

Gallikanismus (mittellateinisch vermittelt zu „Gallien“, d. h. Frankreich) war die im Spätmittelalter aufgekommene französische Form des Episkopalismus. Es handelte sich um ein kirchenrechtliches System, mit dem die römisch-katholische Kirche in Frankreich unter Philipp dem Schönen eine Art Unabhängigkeit vom Apostolischen Stuhl herzustellen suchte. Dazu wurden gewisse Vorrechte, die gallikanischen Freiheiten, aufgestellt.
Im Wesentlichen ging es darum, die weltliche Macht des römisch-katholischen Papstes in nationalpolitischen Fragen zu minimieren und seine Position dem nationalen Konzil der Bischöfe unterzuordnen.

## Ideologische Verankerung im Frankenreich
Die Wurzeln des gallikanischen Autonomieverständnisses reichen bis in die merowingische Zeit zurück. Bis zur Mitte des 8. Jahrhunderts war die Kirche im Frankenreich weitestgehend autonom. Sie traf ihre Entscheidungen auf Reichssynoden, die vom König einberufen wurden – ähnlich wie im römischen Reich, wo die Synoden vom Kaiser einberufen wurden. Um 750 kam es zu einem Zweckbündnis zwischen dem Hausmeier Pippin dem Jüngeren und dem Papst. Pippin wollte für sich und seine Nachkommen die Königskrone, der Papst brauchte dringend Hilfe gegen die Langobarden und anstelle des byzantinischen Kaisers einen neuen Schutzherrn. Nach dem Sieg Pippins über die Langobarden 756 übergab dieser laut Darstellung der späteren Päpste dem Papst das eroberte Gebiet als Patrimonium Petri und schuf damit die Grundlage für den Kirchenstaat.
Hierdurch war die fränkische Kirche – stärker als andere Regionalkirchen – an den Papst gebunden, dieser übte dort eine Jurisdiktion aus. Jedoch behielt die fränkische Kirche bestimmte Rechte und Freiheiten, sowohl den König betreffend (zum Beispiel Stellenbesetzung, Zustimmung zu Erlässen) als auch die Bischöfe und ihre Ortskirchen gegenüber dem Papst betreffend.

## Gallikanische Epoche

### Vorgeschichte und Begriff
Auf die oben beschriebenen Freiheiten besann sich der französische Königshof im 14. Jahrhundert, als Philipp der Schöne in Konflikt mit Papst Bonifatius VIII. über die nach Ansicht des Papstes bestehende Überordnung und Weisungsvollmacht des Papsttums gegenüber der weltlichen Herrschaft und die Abgrenzung der Befugnisse zwischen Kirche und Landesherren geriet. Im Ergebnis führte diese kirchenpolitische Auseinandersetzung 1309 zur Verlegung des Amtssitzes der Päpste nach Avignon und zur langjährigen Unterwerfung des Papsttums unter französische Interessen. Seit Clemens V. (1305–1314) wurden nur noch Franzosen zu Päpsten gewählt, die ihrerseits praktisch ausschließlich französische Kardinäle ernannten, was diese Entwicklung zu perpetuieren schien. Daraus entstand eine europaweite Kirchenkrise, die letztlich zum westlichen Großen Schisma (1378–1417) führte, als zwei und zeitweise sogar drei Päpste nebeneinander regierten.
Die Bewegung in Frankreich, die die politische, organisatorische und theologische Eigenständigkeit der französischen Kirche (ecclesia gallicana) von der Oberhoheit des Papstes programmatisch vorantrieb und verteidigte, bezeichnet man erst seit ihrer eingehenderen Erforschung im 19. Jahrhundert als Gallikanismus.

### Konziliarismus
Als Antwort auf die chaotischen kirchlichen Verhältnisse in der Zeit des Schismas kam es in ganz Europa zur Wiederbelebung des altkirchlichen Konziliarismus, die ihren Höhepunkt beim Konzil von Konstanz (1414–1418) fand. Eine wichtige Rolle spielten französische Theologen, die als Vorkämpfer nationalkirchlicher Bestrebungen dem Gallikanismus zugerechnet werden; namhafte Vertreter des Konziliarismus an der Pariser Universität (Sorbonne) waren unter anderem Pierre d’Ailly und Jean Gerson.

### Die Pragmatische Sanktion von Bourges
Gesetzlich festgeschrieben wurde der Gallikanismus 1438 durch die Pragmatische Sanktion von Bourges. Diese ist nicht zu verwechseln mit der gleichnamigen Gründungsurkunde des Habsburgerreiches. Es handelte sich dabei vielmehr um eine Vereinbarung zwischen dem  König von Frankreich und dem katholischen Klerus, in der die Rechte des Königs (Gerichtsbarkeit, Stellenbesetzung) festgeschrieben wurden.

### Das Konkordat von Bologna 1516
Im Konkordat von Bologna erreichte König Franz I. 1516 ein Übereinkommen mit Papst Leo X., mit dem die französische Krone als Gegenleistung für die formale Anerkennung der Superiorität des Papstes über die Konzilien fast unbegrenzte Kontrolle über die Kirche in Frankreich und deren Besitz erhielt. Seitdem blieb die französische Kirche organisatorisch dem König unterstellt und wurde in der Folgezeit in die Verwaltung des französischen Staates eingebunden.

### Die gallikanischen Artikel von 1682
Ihren Höhepunkt erreichte die gallikanische Bewegung mit dem sogenannten „Regalienstreit“, den der französische König Ludwig XIV. ab 1673 mit dem Papst führte. Seit dem Konkordat von Bologna stand dem König von Frankreich das Privileg zu, während der Sedisvakanz der nordfranzösischen Bistümer die dem Bischof zustehenden Besetzungsrechte (geistliche Regalien) auszuüben und die Einkünfte des bischöflichen Stuhls (zeitliche Regalien) für die französische Krone einzuziehen. Als Ludwig XIV. diese Rechte auch für die südfranzösischen Diözesen beanspruchte, antwortete Rom mit der Androhung von päpstlichen Sanktionen. Der König berief daraufhin das Nationalkonzil von 1682 nach Paris ein. Hier wurden in vier Artikeln, die unter der Federführung des Bischofs Jacques Bénigne Bossuet verfasst wurden, am 19. März 1682 die „gallikanischen Freiheiten“ einstimmig beschlossen, die bis zur Französischen Revolution in Kraft blieben.
Die vier Artikel hatten – kurz zusammengefasst – folgenden Inhalt:
1. Nur in geistlichen, nicht aber in weltlichen Dingen ist den Päpsten und der Kirche Gewalt von Gott verliehen; die Fürsten sind in zeitlichen Dingen von der kirchlichen Gewalt unabhängig.
2. Die Gewalt des Papstes in geistlichen Dingen ist durch die Autorität der allgemeinen Konzilien beschränkt (Dekrete des Konzils von Konstanz 1414–1418).
3. Die Ausübung der päpstlichen Gewalt ist durch die von den Konzilien festgelegten Kanones beschränkt. Außerdem bleiben die Gesetze und Gewohnheitsrechte des französischen Königs und der französischen Kirche, wie sie bisher ausgeübt wurden, weiter in Geltung.
4. Entscheidungen des Papstes in Glaubensfragen bedürfen der Zustimmung der Gesamtkirche.[5]

### Innere Differenzierung
Innerhalb des Gallikanismus kann man zwei unterschiedliche Tendenzen beobachten. Die eine, eher episkopalistische und konziliaristische Richtung, äußerte sich in der von Rom relativ unabhängigen Theologie, die an der Sorbonne gelehrt wurde und Eingang in die theologischen Lehrbücher fand. Diese theologische Strömung mündete später in den Jansenismus. Die andere Richtung kann als staatstragend-absolutistisch bezeichnet werden. Einer ihrer wichtigsten Vertreter war Bossuet, doch auch von Bossuet führt über dessen Freundschaft mit Antoine Arnauld eine Linie zum Jansenismus. Die Überbetonung der Staatsgewalt in dieser Strömung des Gallikanismus war zeitbedingt und verschwand mit dem Ende des Absolutismus völlig.

## Konstitutionelle Kirche (1790–1801)
Im Geist des Gallikanismus wurde während der Französischen Revolution mit der Constitution civile du clergé der Nationalversammlung vom 12. Juli 1790 die katholische Kirche Frankreichs reorganisiert. Alle Einrichtungen, die nicht der Seelsorge dienten, wurden aufgelöst, die Diözesen (83 statt zuvor 130) auf der Basis der neuen Départements territorial neu umschrieben, Bischöfe und Pfarrer von den Gläubigen gewählt, zum Eid auf die Constitution verpflichtet und vom Staat besoldet. Die sogenannten konstitutionellen Bischöfe hielten 1797 und 1801 französische Nationalkonzilien ab. Mit dem Konkordat von 1801 zwischen Napoléon Bonaparte und Papst Pius VII. wurden sowohl die konstitutionellen Bischöfe als auch die emigrierten Bischöfe des Ancien Régime zum Amtsverzicht gedrängt.

## Nachwirkungen
In den folgenden Jahren gelang der römischen Kurie zwar teilweise eine formelle Aufhebung der „Pragmatischen Sanktion“ (vgl. Leo X.), tatsächlich blieben die Privilegien der französischen Könige aber bestehen. Erst nach der Französischen Revolution und der Abschaffung des Absolutismus hörte auch die Funktion der gallikanischen Kirche auf.
Maßgeblichen Einfluss hatten die episkopalistischen und konziliaristischen Ideen, die an der Sorbonne gelehrt wurden, als sich im ersten Viertel des 18. Jahrhunderts die Roomsch Katholieke Kerk van de Oud-Bisschoppelijke Cleresie (heute Alt-Katholische Kirche der Niederlande) dem Primatsanspruch des Papstes widersetzte. Aus Resten der Konstitutionellen Kirche und der Anhänger der Bischöfe des Ancien Régime formten sich im 19. Jahrhundert in Frankreich diverse katholische Kleinkirchen (Petite Église; Église Catholique Française u. a.). Nach dem Ersten Vatikanischen Konzil 1871 verbanden sie sich zu einem Teil mit dem internationalen Altkatholizismus (u. a. Utrechter Union), zu einem anderen Teil organisieren sich die französischen Gegner der neuen Papstdogmen hingegen als betont gallikanische Kirchen (Église Catholique, Apostolique et Française des Joseph René Vilatte; Église Gallicane des Louis-François Giraud).
Nachdem die ersten drei gallikanischen Artikel mit der Abschaffung des Absolutismus in Frankreich gegenstandslos geworden waren, versuchte das Erste Vatikanische Konzil vor allem denjenigen Ideen entgegenzutreten, die sich im vierten gallikanischen Artikel wiederfinden. Durch die historische Entwicklung der Folgezeit hat die katholische Kirche und das Papsttum deutlicher erkannt, dass für den Katholizismus der supranationale Charakter wesentlich ist. 
Das Zweite Vatikanische Konzil (1962–1965) hat einerseits die Identität der Kirche als Weltkirche gestärkt, andererseits aber auch eine neue Offenheit für regionale kulturelle Gegebenheiten gewonnen. Der (zweite) Konzilspapst Paul VI. traf mit seiner Durchsetzung der Liturgiereform insbesondere in Frankreich auf Widerstand des altritualistischen Traditionalismus. Ob dies auf den Einfluss des aus dem 18. Jahrhundert nachwirkenden Gallikanismus zurückzuführen sein könnte, wird noch diskutiert. Ferner wird erörtert, ob der französische Laizismus ebenfalls als eine Nachwirkung, im Sinne einer Gegenbewegung, des Gallikanismus verstanden werden kann.